# Población de Soto
Población de Soto es una localidad y también una pedanía española de la provincia de Palencia (comunidad autónoma de Castilla y León). Pertenece al municipio de Nogal de las Huertas.

## Geografía
En la comarca de Tierra de Campos palentina, situado en la margen izquierda del río Carrión, frente a Villanueva de los Nabos. Acceso por la carreetra autonómica P-241 de Carrión a Gozón de Ucieza, que atraviesa la localidad, situada 2 km al sur de la cabecera del municipio.

## Demografía
Evolución de la población en el siglo XXI
| Gráfica de evolución demográfica de Población de Soto entre 2000 y 2022 |
|                                                                         |
| Población de derecho (2000-2020) según el padrón municipal del INE      |

## Historia
A la caída del Antiguo Régimen la localidad se constituye en municipio constitucional que en el censo de 1842 contaba con 17 hogares y 88 vecinos, para posteriormente integrarse en Nogal de las Huertas .

## Patrimonio
Iglesia católica cuya cabecera es un claro exponente del románico del ladrillo, el reston del templo data del siglo XVII